# Скитница (филм)
„Скитница“ (на английски: The Host) е американски романтичен научнофантастичен трилър от 2013 г. на режисьора Андрю Никъл по книгата на Стефани Майър. Премиерата му в САЩ е на 29 март 2013 г.

## Сюжет
Нападение от извънземни, наречени души, които се вселяват в човешки тела. Не всички хора са превзети, има отделни ядра на съпротива, които не спират да се борят да върнат Земята, както е била.

## Актьори
- Сърша Ронан – Мелани Страйдер – момиче, което има по-малък брат Джейми; баща им се самоубива, за да ги защити. През по-голямата част от филма тя играе Скит (от скитница) – душа, вселила се в тялото на Мелани.
- Макс Айрънс – Джаред – момчето, което Мелани среща, докато бягат от търсачите и по-късно нейно гадже.
- Джейк Абел – Иън, влюбен в Скит.
- Диане Крюгер – играе търсачката миротворец (през повечето време) в края на филма тя играе Люси – човека със собствената си душа.